# Killacycle
KillaCycle er en elektrisk motorcykel designet til drag racing. KillaCycle blev bygget af et mindre team ejet og drevet af Bill Dubé. KillaCycle er den hurtigste elektriske motorcykel i verden (oktober 2008).
KillaCycle fik i 2007 en del omtale pga. en video hvor KillaCycle opfinderen forulykker ved at køre ind i en minivan da han ville udføre en burn-out. Videoen blev meget udbredt på internettet.

## Tekniske specifikationer

### 2008
- Masse: 296 kg (653 pund)[4]
- Batteripakke: 9,1 kWh Lithium-jern-fosfat-akkumulator pakke, lavet af 1210 A123Systems M1 celler. Spænding 374 Volt. 91 kg.[4]
- Motorer: 2 Model L-91 DC-motorer, der kan forbindes serielt og parallelt.

Ydelse:
- Effekt: 370 kW (>500 horsepower)[4]
- 0-97km/t (0-60 mph): < 1 sekund
- Nedra: 0,4 km (1/4 amerikansk metrisk mil): 7,89 sekunder @ 270 km/t[1]
- Killacycle bruger 0,59 kWh, eller ca. 0,35 kr (7 cents) for at køre 400 meter.[4]
- Acceleration: 2,89 G[4] Den kan derfor i princippet køre lodret op ad en væg, hvis vejgrebet var til det.

### 2007
- Masse: 281 kg (619 pund)
- Batteripakke: 7,5 kWh Lithium-jern-fosfat-akkumulator pakke, lavet af 990 A123Systems M1 celler[5]
- Motorer: 2 Model L-91 DC-motorer, der kan forbindes serielt og parallelt.

Ydelse:
- Effekt: 260 kW (350 horsepower)
- 0-97km/t (0-60 mph): 0,97 sekunder[3]
- Nedra: 0,4 km (1/4 amerikansk metrisk mil): 9,156 sekunder @ 270 km/t (168 mph)[1]
- Pomona: Auto club Raceway Ahdra (All Harley Drag Racing Association): 0,4 km (1/4 mil): 7,824 sekunder @ 270 km/t[6][7]
- Killacycle bruger 0,59 kWh, eller ca. 0,35 kr (7 cents) for at køre 400 meter.[5]